# Filialkirche Aderklaa
| Zur Schmerzhaften Muttergottes, Aderklaa                     |                                   |
| Frontportal mit Kirchplatz und Kirchenschiff                 |                                   |
| Frontportal mit Kirchplatz und Kirchenschiff mit Glockenturm |                                   |
| Ort                                                          | Aderklaa                          |
| Konfession                                                   | römisch-katholisch                |
| Diözese                                                      | Erzdiözese Wien                   |
| Patrozinium                                                  | Gedächtnis der Schmerzen Mariens  |
| Baujahr                                                      | 1963/65, Vorgängerkirche von 1851 |
| Bautyp                                                       | SaalkircheZeltkirche              |
| Funktion                                                     | Filialkirche                      |

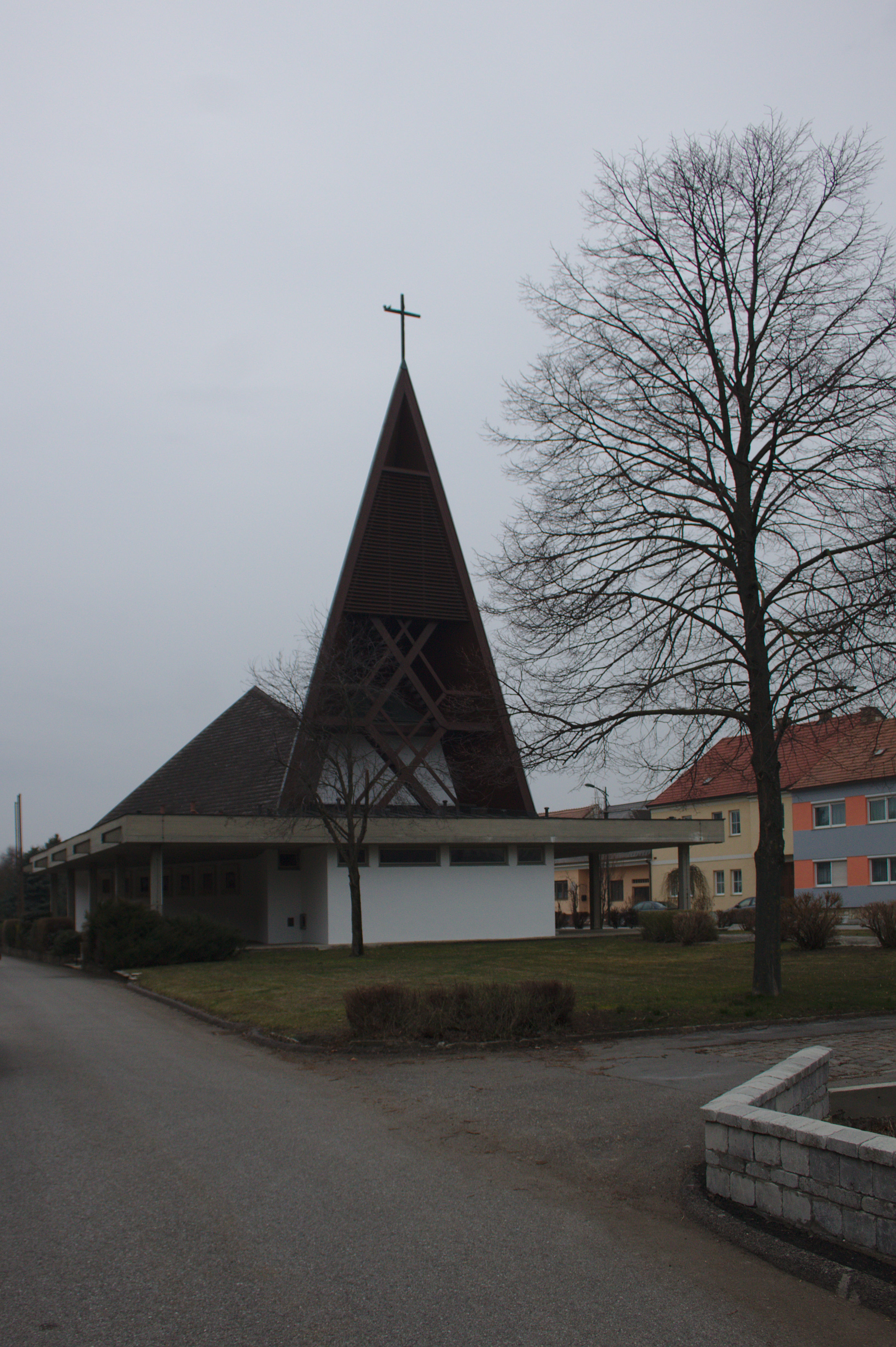
Turmansicht

Die Filialkirche Aderklaa steht mittig im Anger der Gemeinde Aderklaa im Bezirk Gänserndorf in Niederösterreich. Die Zur Schmerzhaften Muttergottes geweihte römisch-katholische Filialkirche der Pfarrkirche Deutsch-Wagram gehört zum Dekanat Gänserndorf im Vikariat Unter dem Manhartsberg der Erzdiözese Wien. Das Gebäude steht seit 2022 unter Denkmalschutz (Listeneintrag).

## Geschichte
Am Ort der ehemaligen Dorfkirche aus 1851 wurde von 1963 bis 1965 nach den Plänen der Architekten Kurt Eckel und Sepp Stein ein bemerkenswerter moderner Kirchenbau erbaut. Die Filialkirche wurde vom Weihbischof Jakob Weinbacher auf das Gedächtnis der Schmerzen Mariens geweiht.

## Architektur
Der Saalraum als Zeltbau ist dreiseitig. Der erhöhte Altarbereich wird vom dreiseitigen Kirchturm mit offenem Dachstuhl überhöht. Saalraum wie Turm werden von einem Flachdach mit rechteckigem Grundriss umschlossen. Die Hauptfassade mit Portal zeigt Betonreliefs mit christologischen Szenen des Bildhauers Fritz Tiefenthaler. Die 14 Glasfenster malte Josef Mikl 1964.

## Ausstattung
Die Tabernakelnische in Keramik gestaltete der Künstler Peter Gangl. Die Orgel mit 9 Registern baute der Orgelbauer Rudolf Novak 1967.